# 円性寺 (足立区)
円性寺（えんしょうじ）は、東京都足立区にある真言宗豊山派の寺院。

## 歴史
江戸時代初期、存秀和尚によって開山された。その後、1813年（文化10年）に本堂などが再建され、また安定した寺領が確保されたという。
現在の本堂は、1982年（昭和57年）に新築したものである。

## 交通アクセス
- 亀有駅より徒歩13分（経路案内）。